# Chris Kramer
Chris Kramer (ur. 14 maja 1975 w Regina, stolicy prowincji Sask) – kanadyjski aktor telewizyjny i filmowy.

## Życiorys
Urodziła się i wychował w rodzinie rzymskokatolickiej. Uczęszczał do college'u w Calgary. W wieku 21 lat postanowił zostać aktorem. Studiował aktorstwo w The Company of Rogues Acting Studio w Calgary.
Po udziale w trzech odcinkach serialu sci-fi Kochanie, zmniejszyłem dzieciaki (Honey, I Shrunk the Kids: The TV Show, 1997, 1999, 2000), pojawił się w filmie Widać Boba biegnącego (See Bob Run, 2000).
Zagrał potem gościnnie w serialach: Pierwsza fala (First Wave, 2000), Misja w czasie (Seven Days, 2000), Cień anioła (Dark Angel, 2001) i 24 godziny (2007).
Sławę zawdzięcza roli urodzonego w 1322 roku skazanego na wieczne potępienie pobożnego mnicha Morgana Pyma, który podpisał cyrograf z diabłem w serialu fantasy Cyrograf (The Collector, 2004-2006).

## Wybrana filmografia

### seriale TV
- 1997: Kochanie, zmniejszyłem dzieciaki jako Dylan
- 1999: Kochanie, zmniejszyłem dzieciaki jako Todd
- 2000: Pierwsza fala (First Wave) jako ministrant
- 2000: W poszukiwaniu szczęścia (Caitlin's Way) jako Price Weathers
- 2000: Misja w czasie (Seven Days) jako Billy
- 2000: Kochanie, zmniejszyłem dzieciaki jako Hood
- 2001: Cień anioła (Dark Angel) jako Mike
- 2003: Gwiezdne wrota jako pilot
- 2004-2006: Cyrograf (The Collector) jako Morgan Pym
- 2007: 24 godziny jako Stuart Pressman
- 2007: Ocalić Grace (Saving Grace) jako Danny
- 2008: Jerycho (Jericho) jako Chavez
- 2009: Bestia jako Jackie Doherty

### filmy fabularne
- 2004: Cable Beach (TV) jako Ben Sheffield
- 2005: Stranger in My Bed (TV) jako Ryan Hansen
- 2006: Her Fatal Flaw (TV) jako detektyw Mark Farrow
- 2006: Circle of Friends jako Harry
- 2007: Afghan Knights jako Jonathan
- 2009: Pod ścianą (Out of Control, TV) jako Gus Sutton
- 2009: Stellina Blue jako Jack Taylor
- 2010: Porwanie (Elopement, TV) jako Mark Drummond